# Зайнаков, Семён Иванович
Семён Иванович Зайнаков — советский хозяйственный, государственный и политический деятель, Герой Социалистического Труда.

## Биография
Родился в 1910 году в деревне Вукотлово. Член КПСС.
С 1929 года — на хозяйственной, общественной и политической работе. В 1929—1967 гг. — директор школы и детского дома, заведующий районным отделом народного образования, заместитель председателя исполкома Шарканского райсовета, участник Великой Отечественной войны, секретарь Шарканского райкома ВКП(б), первый секретарь Ярского райкома ВКП(б) в Удмуртской АССР, слушатель областной партийной школы при Удмуртском обкоме ВКП(б)/КПСС, первый секретарь Завьяловского райкома КПСС, первый секретарь Мало-Пургинского райкома КПСС, первый секретарь Дебёсского райкома КПСС, первый секретарь Глазовского горкома КПСС, председатель Кезского и Дебёсского исполкомов районных Советов депутатов трудящихся.
Указом Президиума Верховного Совета СССР от 20 июня 1958 года присвоено звание Героя Социалистического Труда с вручением ордена Ленина и золотой медали «Серп и Молот».
Делегат ХХ съезда КПСС.
Умер в Ижевске 20 декабря 1996 года.